# Castillo de Český Krumlov
El castillo de Český Krumlov se encuentra en la ciudad de Český Krumlov en la República Checa. Su construcción se remonta a 1240, cuando el primer castillo fue construido por la familia Witigonen, la rama principal de los poderosa familia Rosenberg. 

## Historia
En el siglo XVII, los Rosenberg habían muerto y el dominio de Krumau fue dado a Hans Ulrich von Eggenberg por el Emperador Fernando II, y Eggenberg fue nombrado duque de Krumau. Después de la muerte de Hans Ulrich, el hijo de Johann Anton I von Eggenberg, el castillo fue administrado durante el período comprendido entre 1649 y 1664 por su viuda, Anna Maria. 
Uno de sus dos hijos, Johann Christian I von Eggenberg, fue el responsable de las renovaciones barrocas y de las ampliaciones en el castillo, incluyendo el teatro del castillo, ahora conocido como Teatro Eggenberg. Cuando la línea masculina de los Eggenberg se extinguió en 1717, el castillo y el ducado pasaron a ser posesión de la Schwarzenberg.
En 1947, las propiedades de la familia Schwarzenberg, incluyendo las de Český Krumlov, fueron transferidos a las propiedades provinciales checas y en 1950, pasaron a ser propiedad del Estado Checoslovaco.
Toda la zona fue declarada monumento nacional en 1989 y en 1992 fue agregado al listado del Patrimonio de la Humanidad de la Unesco.
El castillo alberga el Teatro del Castillo de Český Krumlov, que se encuentra en el quinto patio del complejo. Es uno de los teatros barrocos mejor conservados con su edificio original, auditorio, foso de la orquesta, escenario, tecnología del escenario, maquinaria, cortinas del escenario, libretos, vestuario, etcétera.